# Ola Andersson (ishockeyspelare)
Ola Andersson, född 24 november 1962, är en svensk före detta professionell ishockeyspelare. År 1978 spelade han i division 1 med Huddinge IK och stannade kvar där fram tills 1988, då han bytte lag till Djurgården. Mellan 1988 och 1990 hann Andersson med spel på elitnivå samt slutspel innan han 1990 bytte lag till Södertälje SK. När han slutligen valde att varva ned 1991–1993 i IK Tälje. Efter den aktiva karriären har han fortsatt som domare och tränare.